# Нония Цельза
Но́ния Це́льза (лат. Nonia Celsa; III век) — имя, данное авторами жизнеописаний Августов жене римского императора Макрина, который кратко правил в 217—218 годах. Мать императора Диадумениана, правившего несколько месяцев в 218 году.

## Биография
Единственным доказательством существования Нонии Цельзы является письмо, предположительно, написанное Макрином своей жене после того, как он стал императором. Первая строка письма гласит: «Опеллий Макрин своей жене Нонии Цельзе. Счастье, которого мы достигли, моя дорогая жена, неисчислимо».
Письмо можно найти в биографии Диадумениана, входящей в жизнеописания Августов. Такие «документы» обычно считаются выдумками, и биографы также грешили изобретением несуществующих людей и имён. Без более значимых документов сам факт существования Нонии Цельзы весьма сомнителен.